# 能力級掃雷艦
能力級掃雷艦是一款服役於美國海軍的遠洋掃雷艦，相較於進取級掃雷艦，能力級在設計上並無太大變動，但略微增大艦船的尺寸，並更換馬力更強的發動機，使其具有更快的速度及更遠的巡航距離。然而也正由於能力級是進取級的放大版，零件的通用性不如進取級高，因此在1970年代的升級中並未被列入名單，並於數年內相繼退役。而該級也是最後一級採用AM/MSO編號的掃雷艦。
同時，雖然頂峰級比能力級更早建造，然而兩者其實更像是進取級的亞型，而兩者也的部署範圍也剛好分開，能力級主要部署在地中海與大西洋，而頂峰級則多部署在靠近遠東的太平洋。
而該級唯一的外銷為供比利時使用的J.E. 范哈弗貝克號，替代於1951年接收的同名艦，該艦原為於二戰時服役於英國的阿爾及利亞人級掃雷艦準備號。該艦後持續服役直到約21世紀，並於2002年出售拆解。

## 同級艦
| 舷號    | 艦名                                         | 造船廠       | 下水       | 服役       | 退役       | 結局                   |
| ------- | -------------------------------------------- | ------------ | ---------- | ---------- | ---------- | ---------------------- |
| MSO-519 | 能力號                                       | 彼得森造船廠 | 1956-12-29 | 1958-08-04 | 1970-06    | 於1972年1月3日出售拆解 |
| MSO-520 | 敏捷號                                       | 彼得森造船廠 | 1957-06-08 | 1958-10-01 | 1977-09-30 | 於1978年7月1日出售拆解 |
| MSO-521 | 保證號                                       | 彼得森造船廠 | 1957-08-31 | 1958-11-21 | 1977-09-30 | 於1978年7月1日出售拆解 |
| MSO-522 | J.E. 范哈弗貝克號(M 902) J. E. Van Haverbeke | 彼得森造船廠 | 1959-10-25 | 1960-12-12 | 不詳       | 於2002年拆解           |

## 外部連結
- USS Alacrity
- NavSource Online: Mine Warfare Vessel Photo Archive – MSO / AG-520 Alacrity
- NavSource Online: Mine Warfare Vessel Photo Archive – Assurance (AG 521) – ex-MSO-521